# Station Thieu
Station Thieu is een spoorwegstation langs spoorlijn 118 (Bergen - La Louvière) in Thieu, een deelgemeente van de Belgische gemeente Le Rœulx. Het is nu een stopplaats.

## Treindienst
| Serie       | Treinsoort          | Route | Bijzonderheden                                             |
| ----------- | ------------------- | --- | ---------------------------------------------------------- |
| L 4450      | L-trein (NMBS)      | La Louvière-Zuid – Thieu – Bergen | Rijdt in het weekend 1×/2 uur en stopt dan niet in Obourg. |
| P 7770/8770 | Piekuurtrein (NMBS) | [ Manage – [ Luttre ] / [ Thieu – Bergen – Quévy ] / [ 's-Gravenbrakel ] ] / [ La Louvière-Zuid – [ Thieu – Bergen ] / [ Luttre ] / [ Charleroi-Centraal ] ] | Rijdt alleen op werkdagen.                                 |

## Reizigerstellingen
De grafiek en tabel geven het gemiddeld aantal instappende reizigers weer op een week-, zater- en zondag.
| Tabel: aantal instappende reizigers station Thieu | Tabel: aantal instappende reizigers station Thieu | Tabel: aantal instappende reizigers station Thieu | Tabel: aantal instappende reizigers station Thieu |
|                                                   | Weekdag                                           | Zaterdag                                          | Zondag                                            |
| ------------------------------------------------- | ------------------------------------------------- | ------------------------------------------------- | ------------------------------------------------- |
| 1977                                              | 265                                               | 98                                                | 47                                                |
| 1978                                              | 189                                               | 49                                                | 26                                                |
| 1979                                              | 214                                               | 33                                                | 33                                                |
| 1980                                              | 107                                               | 25                                                | 26                                                |
| 1981                                              | 176                                               | 20                                                | 36                                                |
| 1982                                              | 177                                               | 93                                                | 67                                                |
| 1983                                              | 215                                               | 56                                                | 30                                                |
| 1984                                              | 196                                               | 48                                                | 30                                                |
| 1985                                              | 209                                               | 51                                                | 23                                                |
| 1986                                              | 229                                               | 31                                                | 14                                                |
| 1987                                              | 241                                               | 58                                                | 37                                                |
| 1988                                              | 211                                               | 61                                                | 45                                                |
| 1989                                              | 291                                               | 52                                                | 39                                                |
| 1990                                              | 146                                               | 58                                                | 67                                                |
| 1991                                              | 202                                               | 70                                                | 39                                                |
| 1992                                              | 241                                               | 56                                                | 51                                                |
| 1993                                              | 190                                               | 60                                                | 54                                                |
| 1994                                              | 187                                               | 28                                                | 22                                                |
| 1995                                              | 119                                               | 15                                                | 13                                                |
| 1996                                              | 144                                               | 20                                                | -                                                 |
| 1997                                              | 138                                               | 10                                                | -                                                 |
| 1998                                              | 133                                               | 7                                                 | 10                                                |
| 1999                                              | 120                                               | 13                                                | 5                                                 |
| 2000                                              | 145                                               | 20                                                | 16                                                |
| 2001                                              | 115                                               | 8                                                 | 8                                                 |
| 2002                                              | 106                                               | 16                                                | 6                                                 |
| 2003                                              | 113                                               | 16                                                | 10                                                |
| 2004                                              | 132                                               | 12                                                | 11                                                |
| 2005                                              | 104                                               | 20                                                | 11                                                |
| 2006                                              | 103                                               | 10                                                | 13                                                |
| 2007                                              | 80                                                | 24                                                | 7                                                 |
| 2008                                              | -                                                 | -                                                 | -                                                 |
| 2009                                              | 123                                               | 16                                                | 18                                                |
| 2010                                              | -                                                 | -                                                 | -                                                 |
| 2011                                              | -                                                 | -                                                 | -                                                 |
| 2012                                              | 102                                               | 19                                                | 13                                                |
| 2013                                              | 83                                                | 11                                                | 29                                                |
| 2014                                              | 81                                                | 20                                                | 25                                                |
| 2015                                              | 78                                                | 29                                                | 18                                                |
| 2016                                              | 73                                                | 14                                                | 15                                                |
| 2017                                              | 70                                                | 16                                                | 13                                                |
| 2018                                              | 70                                                | 25                                                | 15                                                |
| 2019                                              | 99                                                | 19                                                | 25                                                |
| 2020                                              | 80                                                | 20                                                | 10                                                |
| 2021                                              | -                                                 | -                                                 | -                                                 |
| 2022                                              | 104                                               | 25                                                | 36                                                |
| 2023                                              | 116                                               | 33                                                | 29                                                |
| 2024                                              | 101                                               | 27                                                | 25                                                |

La Louvière-Centrum ·
2,4: Bois-du-Luc ·
4,2: Bracquegnies ·
6,2: Thieu ·
9,1: Havré ·
12,1: Obourg ·
16,6: Nimy ·
18,8: Bergen